# Hürth
Hürth é uma cidade da Alemanha, localizada no distrito de Reno-Erft da região administrativa de Colónia, estado da Renânia do Norte-Vestfália. Hürth é a cidade natal de Ralf Schumacher e Michael Schumacher, ex-pilotos de automobilismo alemães.